# Zieleniec, Voivodía de Opole
Zieleniec [ʑɛˈlɛɲɛt͡s] (en alemán: Gründorf ) es una aldea en el distrito administrativo de Gmina Pokój, en el condado de Namysłów, voivodato de Opole, en el suroeste de Polonia. Se encuentra aproximadamente a 2 kilómetros (1 mi) al noroeste de Pokój, 19 kilómetros (12 mi) al sureste de Namysłów, y 30 kilómetros (19 mi) al norte de la capital regional, Opole. 
Antes de 1945, el área formaba parte de Alemania. 
El pueblo tiene una población de 640 habitantes. 